# Ramiro II de Leão
Ramiro II de Leão (898–951) foi rei de Leão de 931 a 951. Foi filho do rei Ordonho II de Leão e de Elvira Mendes.

## Biografia
Foi o responsável pela coligação das forças de Navarra, Leão e Aragão contra os muçulmanos, tendo derrotado na batalha de Simancas, em 939, os exércitos do califa omíada Abderramão III. Esta vitória permitiu ao Reino de Leão, pela primeira vez, consolidar a fronteira a sul da linha do vale do Douro.
Nos últimos anos do seu reinado não conseguiu impedir que a marca mais oriental do seu reino (Castela) se erigisse em condado independente, sob a direcção do conde Fernão Gonçalves, neto do rei Garcia I de Leão por via feminina.
Em 950 lançou nova expedição militar contra os mouros, tendo-os derrotado junto a Talavera de la Reina.

## Juventude
Ramiro ainda pequeno foi confiado como educando a Diogo Fernandes e a sua esposa, poderosa família detentora de vastos territórios em terras do Douro e mais tarde também no vale do rio Mondego.
Estes territórios foram o centro de um núcleo de repovoamento agrupados em torno da política criada em torno da também ainda criança Bermudo Ordonez. Quando o seu irmão Afonso IV subiu ao trono, revoltou-se contra ele, e foi o único dos irmãos de Afonso IV que se livrou de ser cegado, devido ao facto de se ter refugiado entre os muçulmanos.
Ramiro II reveste-se ainda de particular importância para a história portuguesa - trata-se do primeiro rei a intitular-se (ainda que por breve período de tempo - entre 925, ainda em disputas com o irmão Afonso IV, e 931, um ano após a subida ao trono) de rei da terra portucalense - reconhecimento pleno da existência de uma terra portucalense, que já se vinha firmando desde 868, com a conquista de Vímara Peres e a formação da sua casa condal à frente dos destinos da mesma.

## Relações Familiares
Foi filho do rei Ordonho II de Leão (c. 871 - Leão, junho de 924) e de Elvira Mendes (m. 921). Casou por três vezes.
O primeiro matrimónio foi em 925 com Ausenda Guterres (c. 900 - 931), filha de Guterre Ozores de Coimbra (c. 880 - 933) e de Aldonça Mendes, de quem teve:
1. Bermudo de Leão, faleceu ainda menino, pouco antes de janeiro de 941.[4]
2. Ordonho III de Leão (925 - Zamora, agosto de 956)[5] casado cerca de 950 com Urraca Fernandes de Castela, filha de Fernão Gonçalves (910 - 970) e de Sancha Sanches de Pamplona.
3. Teresa de Leão, Rainha de Pamplona (930 — c. 952) casada com Garcia Sanches I de Pamplona (919 - 22 de fevereiro de 970), rei de Pamplona.

O segundo casamento foi em 930 com Urraca Sanches de Pamplona (915 — ?), filha de Sancho Garcês I de Pamplona e de Toda Aznares, de quem teve:
1. Sancho I de Leão "o Crasso" ou "o Gordo" (? - 966) casado com Teresa Ansures (c. 943 - Oviedo, 25 de abril de 997).
2. Elvira de Leão (c. 934 - c. 976) foi regente do reino de Leão em 966.

O terceiro casamento foi com Onega (Ortega), de quem teve:
1. Lovesendo Ramires. Casou com a moira Zayra ibn Zaida (depois do casamento mudou o nome para Onega, Oneca ou Ortega, de raiz cristã). A ascendência de Zayra ibn Zaida remonta à nobreza muçulmana omíada do califado e emirado de Córdoba, descendentes do profeta Maomé, e aos reis godos peninsulares, através da Casa Real de Pamplona. Foram pais de Aboazar (Abu-Nazr) Lovesendes, 1º senhor da Maia, casado com Unisco Godinhes, filha de Godinho das Astúrias. Foram o troco da família Silva.